# 多倫多社區列表
加拿大安大略省多倫多因其社區眾多且有活力，有着「社區之城」的美譽。多倫多的市政社區超過140個，城市範圍內的市政及非市政社區超過240個。
迄今為止，多倫多老城區是該市人口最多及最密集的部分，也是該市的商業及行政中心。約克及東約克的「內環」郊區較老，主要是中等收入地區，族裔多樣化。怡陶碧谷、士嘉堡及北約克的「外環」郊區更加郊區化（儘管這些市轄區正在發展自己的城市中心，例如賴士民廣場四圍的北約克城市中心）。
多倫多有許多團體及協會處理社區問題，更大的傘式組織透過組織活動以處理更廣泛的問題。

## 列表

### 舊多倫多
- 必發公園（Bedford Park）
- 布魯亞街文化走廊（Bloor Street Culture Corridor）
- 布魯亞杜村（Bloordale Village）
- 巴干杜山（Bracondale Hill）
- 跑馬徑（Bridle Path）
- 卡薩羅馬（Casa Loma）
- 集連邨（Chaplin Estates）
- 華埠（Chinatown）
- 意大利大街（Corso Italia）
- 意大利大街-德文璞（Corso Italia-Davenport）
- 德文璞（Davenport）
- 爹核士威老村（Davisville Village）
- 市中心央街（Downtown Yonge）
- 東區華埠（East Chinatown）
- 時尚區（Fashion District）
- 里斯利威老（Leslieville）
- 小西藏（Little Tibet）
- 列頓公園（Lytton Park）
- 中城區（Midtown）
- 河谷（Riverdale）
- 玫瑰谷（Rosedale）
- 南山（South Hill）
- 夏山（Summerhill）
- 多倫多群島（Toronto Islands）
- 多倫多上城區（Uptown Toronto）
- 約威老（Yorkville）

### 士嘉堡
- 愛靜閣（Agincourt）
- 賓杜（Bendale）
- 懸崖區（Cliffcrest）
- 崖邊區（Cliffside）
- 多實公園（Dorset Park）
- 美麗徑（Milliken）
- 士嘉堡城市中心（Scarborough City Centre）
- 士嘉堡交加區（Scarborough Junction）
- 域士佛（Wexford）

### 東約克
- 新月城（Crescent Town）
- 督憲橋（Governor's Bridge）
- 奧干拿–柏維（O'Connor-Parkview）
- 坡路村（Pape Village）

### 北約克
- 己連公園（Glen Park）
- 山巒村（Hillcrest Village）
- 豪歌空谷（Hoggs Hollow）
- 泰丁敦公園（Teddington Park）
- 惠柳第（Willowdale）

### 怡陶碧谷
- 卡拉威老（Claireville）
- 伊頓威老（Eatonville）
- 皇景村（Kingsview Village）
- 麥蘭活（Markland Wood）
- 公主花園（Princess Gardens）
- 力士杜（Rexdale）
- 地士道城（Thistletown）
- 塘巒村（Thorncrest Village）

## 外部連結
- City of Toronto Neighbourhood Profiles （页面存档备份，存于）
- Toronto Star Neighbourhood map （页面存档备份，存于）
- Toronto Neighbourhood Guide （页面存档备份，存于）
- Blog TO Neighbourhood map - focusing on restaurant and shopping districts （页面存档备份，存于）